# عصمت محمود
عصمت محمود (14 سبتمبر 1937 - 18 ديسمبر 2019)، ممثلة وإذاعية مصرية.

## عن حياتها
درست في «معهد التمثيل». تنقلت بين الإذاعة ودبلجة الرسوم المتحركة لفترات عديدة وعملت في السينما والتلفزيون والمسرح في مصر والكويت. وقد تزوجت من الممثل طارق عبد اللطيف.

### وفاتها
توفيت في الساعات الأولى من يوم الأربعاء الموافق 18 ديسمبر 2019 عن عمر ناهز 82 عاما، بعد معاناة من مرض الشيخوخة طوال السنوات الماضية.

## أعمالها

### من المسلسلات
| سنه الإنتاج | اسم المسلسل                       | بمشاركة                                                                      |
| ----------- | --------------------------------- | ---------------------------------------------------------------------------- |
| 1977        | الشمس فوق البطاح - سهرة تلفزيونية | مريم الصالح، خالد العبيد، أحمد مساعد، أسمهان توفيق                           |
| 1980        | حياتنا                            | مجموعة من الممثلين                                                           |
| 1983        | الأسوار                           | حياة الفهد، علي المفيدي، إبراهيم الحربي، أسمهان توفيق، ميعاد عواد            |
| 1993        | غاضبون وغاضبات                    | شريف منير، شيرين سيف النصر، صلاح ذو الفقار                                   |
| 1994        | عمو فؤاد والسياحة - فوازير        | مجدي فكري، دينار                                                             |
| 1999        | لما التعلب فات                    | يحيى الفخراني، زيزي مصطفى نصر، ليلى فوزي، شيرين                              |
| 2002        | أميرة في عابدين                   | سميرة أحمد، سميحة أيوب، يوسف شعبان، حسن حسني، حنان ترك، محمد رياض            |
| 2007        | عمارة يعقوبيان                    | صلاح السعدني، عزت أبو عوف، روجينا، فايق عزب، آسر ياسين                       |
| 2010        | امرأة في ورطة                     | إلهام شاهين، سوسن بدر، عبير صبري، حسن الإمام، كريم محمود عبد العزيز          |
| 2012        | فرقة ناجي عطا الله                | عادل إمام، أنوشكا، أحمد صلاح السعدني، محمود البزاوي، نضال الشافعي، محمد إمام |

### من الأفلام
| سنه الإنتاج | اسم الفيلم          | بمشاركة                                                                          |
| ----------- | ------------------- | -------------------------------------------------------------------------------- |
| 1957        | الوسادة الخالية     | عبد الحليم حافظ، لبنى عبد العزيز، عمر الحريري، عايدة كامل، زهرة العلا            |
| 1958        | باب الحديد          | فريد شوقي، هند رستم، صفية ثروت، حسن البارودي                                     |
| 1960        | البنات والصيف       | عبد الحليم حافظ، سعاد حسني، يوسف فخر الدين، زيزي البدراوي، أحمد يحيى، سميرة أحمد |
| 1960        | لوعة الحب           | أحمد مظهر، شادية، عمر الشريف، ثريا فخري، عزيزة حلمي                              |
| 1960        | شجرة العائلة        | يوسف وهبي، عمر الحريري، عبد الفتاح القصري، عبد السلام النابلسي، سناء مظهر        |
| 1961        | الخرساء             | عماد حمدي، زوزو نبيل، سميرة أحمد، فيفي يوسف، زكي رستم                            |
| 1962        | شاطى الحب           | فريد شوقي، سميرة أحمد، شريفة ماهر، قطقوطة، فاخر فاخر                             |
| 1963        | عروس النيل          | لبنى عبد العزيز، رشدي أباظة، شويكار، عبد المنعم إبراهيم، فؤاد شفيق               |
| 1964        | حديث المدينة        | سميرة أحمد، شويكار، عزيزة حلمي، عادل هيكل، سهير زكي                              |
| 1964        | ثورة الحب           | أبو بكر عزت، نادية لطفي، سميرة محسن، ميمي شكيب                                   |
| 1964        | لو كنت رجلاً         | شكري سرحان، عبد المنعم إبراهيم، عزيزة حلمي                                       |
| 1968        | نساء بلا غد         | سميرة أحمد، حسن يوسف، نيللي، ناهد يسرى، عادل أدهم                                |
| 1969        | أكاذيب حواء         | أحمد مظهر، سميرة أحمد، محمد عوض، عقيلة راتب، عمر ذو الفقار                       |
| 1990        | شباب على كف عفريت   | محسن محي الدين، محمد منير، نسرين، عايدة رياض، عبد الله محمود                     |
| 1991        | مراهقون ومراهقات    | نجوى فؤاد، مصطفى متولي، أشرف زكي، عايدة رياض، حاتم ذو الفقار                     |
| 1992        | دنيا عبد الجبار     | محمود عبد العزيز، إلهام شاهين، صلاح قابيل، وحيد سيف                              |
| 1993        | فرسان آخر زمن       | فاروق الفيشاوي، إلهام شاهين، محمود حميدة، مصطفى فهمي، صابرين، نجوى فؤاد          |
| 1999        | همام في أمستردام    | محمد هنيدي، أحمد السقا، أحمد عيد، طارق عبد العزيز، محمود البزاوي                 |
| 2000        | جاءنا البيان التالي | محمد هنيدي، حنان ترك، لطفي لبيب، أحمد خليل، نهال عنبر                            |

### من المسرحيات
| سنه الإنتاج | اسم المسرحية   | بمشاركة                                   |
| ----------- | -------------- | ----------------------------------------- |
|             | بلدتنا         | جلال الشرقاوي، كرم مطاوع                  |
|             | مصرع كليوباترا | محمد الطوخي، صلاح سرحان                   |
| 1970        | مطار الحب      | عبد المنعم مدبولي، يوسف شعبان، ميرفت أمين |
| 1973        | إبراهيم الثالث |                                           |
| 1984        | القرقور        |                                           |

### في الإذاعة والدبلجة
| اسم العمل         | النوع                            | الشخصية              |
| ----------------- | -------------------------------- | -------------------- |
| الطعام لكل فم     | مسلسل إذاعي                      |                      |
| القصة الشعبية نور | سهرة اذاعية الاذاعة المصرية      | نور                  |
| عصفور من الشرق    | البرنامج الثقافى الاذاعة المصرية | الفتاه الفرنسية سوزى |
| نافذة على التاريخ | مسلسل إذاعي                      |                      |
| جورجي             | رسوم متحركة                      |                      |
| مغامرات توم سوير  | رسوم متحركة                      | بيكي                 |
| الرجل الحديدي     | رسوم متحركة                      | لميس                 |
| ليدي أوسكار       | رسوم متحركة                      | ماريا                |
| مغامرات رنا       | رسوم متحركة                      | جميلة                |
| مغامرات نحول      | رسوم متحركة                      |                      |
| مغامرات نوال      | رسوم متحركة                      |                      |
| أحلى الأيام       | رسوم متحركة                      | نينو                 |

## روابط خارجية
- عصمت محمود على موقع الدهليز
- عصمت محمود على موقع قاعدة بيانات الأفلام العربية